# 1946 a sportban
1946 főbb sporteseményei a következők voltak:
- Az Újpest FC nyeri az NB1-et. Ez a klub hetedik bajnoki címe.

## Születések
- ? – Larbi Chebbak, marokkói válogatott labdarúgó († 2020)
- ? – Abdallah Lamrani, marokkói válogatott labdarúgó, hátvéd, olimpikon († 2019)
- ? – Makay György, magyar labdarúgóedző
- január 1. – Roberto Rivellino, világbajnok brazil válogatott labdarúgó-középpályás, edző
- január 8. – Fritz Künzli, svájci válogatott labdarúgó († 2019)
- január 12. – Helmut Köglberger, osztrák válogatott labdarúgó, csatár, edző († 2018)
- január 23. – Mario Facco, olasz labdarúgó, hátvéd, edző († 2018)
- február 3. – Im Szonghü, észak-koreai válogatott labdarúgó
- február 5. – Rocky Rosema, amerikai amerikaifutball-játékos († 2020)
- február 6. – Volodimir Ivanovics Dudarenko, szovjet válogatott ukrán labdarúgó, csatár, edző († 2017)
- február 10. – Jisha'ajahu Schwager, izraeli válogatott labdarúgó († 2000)
- február 13. – Artur Jorge, portugál válogatott labdarúgó, edző
- február 17. – Valdomiro Vaz Franco, brazil válogatott labdarúgó
- február 18. – Németh Angéla, olimpiai és Európa-bajnok magyar atléta, gerelyhajító († 2014)
- február 23. – Ken Boswell, World Series bajnok amerikai baseballjátékos
- február 24.
  - Ratomir Dujković, jugoszláv válogatott labdarúgó, edző
  - Roni Súruk, izraeli válogatott labdarúgó
- február 25. – Gary Doak, Stanley-kupa-győztes kanadai jégkorongozó († 2017)
- február 26. – Jean Todt, a Scuderia Ferrari csapatfőnöke
- február 28. – Elefthériosz Pupákisz, görög válogatott labdarúgókapus
- március 1. – Jan Kodeš, Roland Garros- és Wimbledon-győztes cseh teniszező, International Tennis Hall of Fame-tag
- március 3. – Charles Asati, olimpiai bajnok kenyai atléta
- március 4. – Dadá Maravilha, világbajnok brazil válogatott labdarúgó
- március 14.
  - José Guilherme Baldocchi, világbajnok brazil válogatott labdarúgó
  - Wes Unseld, Amerika- és NBA-bajnok amerikai válogatott kosárlabdázó, edző, Naismith Memorial Basketball Hall of Fame-tag és National Collegiate Basketball Hall of Fame-tag († 2020)
- március 16. – Mohammed Riyani, iráni nemzetközi labdarúgó-játékvezető
- március 18. – Milko Gajdarszki, bolgár válogatott labdarúgó († 1989)
- március 22. – John Kasper, új-zélandi krikettjátékos és edző († 2020)
- március 25. – Hans Pirkner, osztrák válogatott labdarúgó
- március 26. – Szimeon Szimeonov, bolgár válogatott labdarúgókapus († 2000)
- április 1. – Faragó Iván, nemzetközi sakknagymester, magyar bajnok
- április 3. – Rod Gaspar, World Series bajnok amerikai baseballjátékos
- április 10. – Bob Watson, amerikai baseballjátékos és World Series bajnok general menedzser († 2020)
- április 13. – Zlatko Mesić, horvát labdarúgó († 2020)
- április 19. – Tomás Carlovich, argentin labdarúgó, edző († 2020)
- április 23. – Anatolij Fjodorovics Bisovec, ukrán származású szovjet válogatott labdarúgó, olimpiai bajnok orosz labdarúgóedző
- április 25. – Vaszil Vasziljovics Sztankovics, szovjet színekben világbajnok, olimpiai ezüstérmes ukrán vívó
- április 27. – Alfonso Lara, chilei válogatott labdarúgó († 2013)
- május 5. – Dávid Prímó, izraeli válogatott labdarúgó
- május 6. – Moshé Romano, izraeli válogatott labdarúgó
- május 10. – Necula Răducanu, román válogatott labdarúgókapus
- május 11. – Flavius Domide, román válogatott labdarúgó
- május 16. – Simon Schenk, svájci politikus, jégkorongedző († 2020)
- május 21. – Dan Wood, amerikai labdarúgó, edző, golfozó († 2020)
- május 22. – George Best, aranylabdás északír válogatott labdarúgó († 2005)
- május 24. – Irena Szewińska, olimpiai- és Európa-bajnok lengyel atléta († 2018)
- május 28. – Eddy Treijtel, világbajnoki ezüstérmes holland válogatott labdarúgókapus
- május 29. – Héctor Yazalde, aranycipős, argentin válogatott labdarúgó († 1997)
- május 30. – Karl Grob, svájci válogatott labdarúgó, kapus  († 2019)
- június ? – J. J. Cribbin, ír gaelic-futball játékos († 2020)
- június 1. – Glyn Pardoe, angol labdarúgó († 2020)
- június 9. – Robert Sara, osztrák válogatott labdarúgó, hátvéd, edző
- június 12. – Jeneiné Gyulai Ilona, olimpiai bronzérmes és világbajnok romániai magyar tőrvívó
- június 15. – Antonio Roldán, olimpiai bajnok mexikói ökölvívó
- június 27. – Carlo Durante, paralimpiai bajnok olasz maratonfutó († 2020)
- június 21. – Kiril Ivkov, olimpiai ezüstérmes bolgár válogatott labdarúgó, edző
- június 30. – Julius Sang, olimpiai bajnok kenyai atléta († 2004)
- július 8. – Kovács Barnabás, síelő, edző, szövetségi kapitány, szakíró († 2017)
- július 10. – Rehus Uzor György, világbajnoki ezüst- és Európa-bajnoki bronzérmes magyar súlyemelő, edző, erőemelő edző, játékvezető († 2020)
- július 18. – Holczreiter Sándor, olimpiai bronzérmes, háromszoros világbajnok súlyemelő († 1999)
- július 19. – Ilie Năstase, román teniszező
- július 25. – Colin Harper, angol labdarúgó, hátvéd, edző († 2018)
- július 26. – Emilio de Villota, spanyol autóversenyző
- augusztus 3.
  - Petko Petkov, bolgár válogatott labdarúgó, csatár († 2020)
  - Jacques Teugels, Európa-bajnoki bronzérmes belga labdarúgó, középpályás
- augusztus 8. – Dragutin Šurbek, világ- és Európa-bajnok horvát asztaliteniszező († 2018)
- augusztus 9. – Bob Beamon, olimpiai bajnok amerikai távolugró atléta
- augusztus 15. – Victor Salvemini, ausztrál kerekesszékes atléta, paralimpikon († 2020)
- augusztus 20. – Jéhiel Háméiri, izraeli válogatott labdarúgókapus
- augusztus 27. – Johnny Matthews, angol labdarúgó († 2019)
- szeptember 2. – Uli Vos, olimpiai bajnok német gyeplabdázó († 2017)
- szeptember 4. – Harry Vos, világbajnoki ezüstérmes  holland válogatott labdarúgó († 2010)
- szeptember 9. – Evert Kroon, olimpiai bronzérmes holland vízilabdázó († 2018)
- szeptember 18. – Joel Camargo, világbajnok brazil válogatott labdarúgó († 2014)
- szeptember 30. – Jochen Mass, német autóversenyző, Formula–1-es pilóta, az 1989-es Le Mans-i 24 órás verseny győztese
- október 5.
  - Thomson Allan, skót válogatott labdarúgókapus
  - Dave Watson, angol válogatott labdarúgó
- október 6.
  - Gary Gentry, World Series bajnok amerikai baseballjátékos
  - Bob Ring, amerikai jégkorongozó, kapus († 2017)
- október 8. – Doug Utjesenovic, szerb születésű ausztrál válogatott labdarúgó
- október 10. – Jürgen Croy, olimpiai bajnok keletnémet válogatott labdarúgókapus, edző
- október 12. – Sárosi László, olimpiai, világ- és Európa-bajnok magyar válogatott vízilabdázó
- október 23. – Jairo do Nascimento, brazil válogatott labdarúgó, kapus († 2019)
- október 25. – Elías Figueroa, chilei válogatott labdarúgó
- október 28. – Wim Jansen, világbajnoki ezüstérmes labdarúgó, középpályás, edző († 2022)
- október 29. – Ángel Bargas, argentin válogatott labdarúgó, hátvéd, edző
- október 31. – Jaime Monzó, Európa-bajnoki ezüstérmes spanyol úszó, olimpikon († 2020)
- november 2. – Görgényi István, világbajnok vízilabdázó, edző
- november 4. – Ali Csaba, magyar úszó, olimpikon († 2020)
- november 8.
  - Guus Hiddink, holland labdarúgó
  - Stanislav Karasi, magyar származású jugoszláv válogatott szerb labdarúgó, edző
- november 12. – Stefano Simoncelli, olimpiai ezüstérmes olasz tőrvívó, sportvezető († 2013)
- november 14. – Roy Pugh, kanadai jégkorongozó
- november 23. – Jórgosz Kúdasz, görög válogatott labdarúgó, edző
- november 24. – Josef Augusta, olimpiai ezüstérmes csehszlovák válogatott cseh jégkorongozó, edző, világbajnok szövetségi kapitány († 2017)
- november 29. – Nyikolaj Ivanovics Kiszeljov, orosz labdarúgóedző, korábban szovjet válogatott labdarúgó
- december 1. – Ladislav Petráš, Európa-bajnok csehszlovák válogatott szlovák labdarúgó
- december 2. – Ron Dunlap, amerikai kosárlabdázó († 2019)
- december 4. – Daniel Carnevali, argentin válogatott labdarúgó, kapus
- december 12. – Emerson Fittipaldi, brazil autóversenyző
- december 13. – Pierino Prati, Európa-bajnok és világbajnoki ezüstérmes olasz labdarúgó, csatár, edző († 2020)
- december 15. – Piet Schrijvers, világbajnoki ezüstérmes holland válogatott labdarúgókapus
- december 16. – Eduard Krieger, osztrák válogatott labdarúgó, hátvéd és középpályás († 2019)
- december 27. – Sőtér János, világbajnoki bronzérmes magyar tájfutó, hegymászó, közlekedésmérnök
- december 28.
  - Roger Bamburak, kanadai jégkorongozó
  - Brian Tosh, kanadai jégkorongozó
- december 30. – Mario Pérez, mexikói labdarúgó, edző

## Halálozások
- február 18. – Fred Auckenthaler, svájci jégkorongozó, olimpikon (* 1899)
- február 23. – Muzsa Gyula, gyógyszerész, a Magyar Olimpiai Bizottság társelnöke illetve elnöke, a Nemzetközi Olimpiai Bizottság magyar tagja (* 1862)
- március 3. – Hick Cady, World Series bajnok amerikai basbelljátékos (* 1886)
- március 16. – John Kerin, amerikai basebell-játékvezető (* 1875)
- március 23. – Ingolf Davidsen, olimpiai ezüstérmes norvég tornász (* 1893)
- március 24. – Alekszandr Alekszandrovics Aljechin, orosz-francia sakkozó, a sakkozás negyedik sakkvilágbajnoka (* 1892)
- április ? – Klebersberg Géza, magyar labdarúgó, nemzeti játékvezető
- április 16.
  - Pete Allen, amerikai baseballjátékos (* 1868)
  - Arthur Chevrolet, svájci autóversenyző (* 1884)
- június 10. – Jack Johnson, világbajnok amerikai nehézsúlyú ökölvívó (* 1878)
- június 12. – Émile Bouchès, olimpiai bronzérmes francia tornász (* 1896)
- június 18. – Joe Dawson, amerikai autóversenyző (* 1889)
- augusztus 13. – Ábel Jakab, magyar kenus (* 1925)
- szeptember 10. – Halassy Olivér, olimpiai bajnok magyar úszó (* 1909)
- november 7. – Tom Daly, amerikai baseballjátékos (* 1891)
- november 10. – Louis Zutter, olimpiai bajnok svájci tornász (* 1865)
- december 10.
  - Walter Johnson, World Series bajnok amerikai baseballjátékos, National Baseball Hall of Fame and Museum tag (* 1887)
  - Sterk Károly, magyar sakkmester, sakkolimpiai bajnok (* 1881)